# Sonorejo (Padangan)
Sonorejo is een bestuurslaag in het regentschap Bojonegoro van de provincie Oost-Java, Indonesië. Sonorejo telt 1618 inwoners (volkstelling 2010).